# Craterobathra
Craterobathra is een geslacht van vlinders van de familie roestmotten (Heliodinidae), uit de onderfamilie Orthoteliinae.

## Soorten
- C. argyracma Diakonoff, 1967
- C. demarcata Diakonoff, 1967
- C. ornata Diakonoff, 1967
- C. tabellifera Meyrick, 1927